# Centaurea vatevii
Centaurea vatevii — вид квіткових рослин родини айстрових (Asteraceae). Ареал: Болгарія.